# Peter Posniak
Peter Posniak (geboren 28. Oktober 1987 in Olsztyn) ist ein Schauspieler und Sprecher.

## Leben
Kurz nach der Geburt gelangte Posniak mit der damals noch illegalen Flucht nach Westdeutschland, wo die Familie zunächst in Hamburg, später im ländlichen Niedersachsen wohnte. Nach dem Abitur studierte er zunächst Philosophie und Germanistik an der Friedrich-Schiller-Universität Jena, wechselte aber nach zwei Semestern und absolvierte ab 2009 ein Schauspielstudium an der Hochschule für Schauspielkunst Ernst Busch in Berlin, welches er 2013 als Diplom-Schauspieler abschloss. Neben seinen Engagements in Deutschland war er bereits auf Festivals in Mexiko, Japan, Madrid, Stettin, Liechtenstein und Venedig zu sehen.
Seit 2015 ist er Mitglied des Ensembles am Theater Konstanz. In Serdar Somuncus Produktion von Mein Kampf übernahm er, ein Gummipenis-Mikrofon nutzend, die Rolle eines Atemlos durch die Nacht intonierenden Adolf Hitler. 2021 spielte er Huhn Polly im Kindertheater Bär im Universum.

## Rollen
- 2011: Motortown am Berliner Arbeiter-Theater (bat) (Paul)[3]
- 2012: O&O anlässlich der Biennale di Venezia[3]
- Januar 2013: la ceguera no es un trampolin am Teatro UNAM (Mexiko-Stadt)[4]
- Februar 2013: Leonce und Lena am bat (Leonce)[3]
- März 2013: Macbeth (Macbeth) auf Kampnagel[7]
- November 2013: Benedict und Beatrice – Viel Lärm um nichts am Deutschen Nationaltheater Weimar (Benedikt)[7]
- Harry und Sally am Boulevardtheater Dresden (Harry)[3]
- Februar 2018: Eine Sommernacht am Theater am Kirchplatz („Monika Wiedemer als Helena und Peter Posniak als Bob werfen sich mit schelmischer Spiel- und Verwandlungslust in die Turbulenzen des Abends.“)[8]
- 2021: Jeeps (Gabor, den „nicht neidisch und überambitioniert wirkender Sachbearbeiter, der kein Problem mit Dienst nach Vorschrift hat“, verkörpert Posniak „authentisch und mit einer Prise Selbstironie“)[9]

### AmTheater Konstanz
- Februar 2015: Che – Die Möglichkeiten einer Revolution (Fidel Castro)[3]
- April 2015: Verwanzt[3]
- September 2015: Das Maß der Dinge[3]
- November 2015: Des Pudels Kern[3]
- November 2015: Faust I (Mephisto)[3]
- Februar 2016: Der zerbrochne Krug[3]
- April 2016: Spinne (paul)[3]
- Juni 2016: Der Name der Rose[3]
- November 2016: Peterchens Mondfahrt (Peterchen)[3]
- Januar 2017: Liebeslied (auch Künstlerischer Leitung)[3]
- Mai 2016: Arthur Kitchen[3]
- Mai 2016: Faust II (Mephisto)[3]
- Februar: 2017: Die Bakchen (Dionysos)[3]
- März 2017: We Have a Situation Here[3]
- April 2017: Invasion II – Nekropolis[3]
- Mai 2017: Alla Fine Del Mare[10]
- Oktober 2017: Die Farbe des Lachens[3]
- Oktober 2017: Nicht lustig![3]
- Januar 2018: Lebenshunger – Lust for Life (Tanz)[3]
- April 2018: Mein Kampf („Posniak als «Hitler», ein Schauspielergrossereignis!“)[11]
- Juni 2018: Choose Life[3]
- August 2018: Warten auf Godot (Estragon)[3]
- November 2018: Die Brüder Löwenherz (Krümel Löwenherz)[3]
- Dezember 2018: Music! Dead or Alive? (Kurt Cobain)[3]
- Februar 2019: King A (Lancelot)[3]
- März 2019: Lange Nach der norwegischen Dramatik[3]
- April 2019: Cabaret[3]
- August 2019: Junge Hunde[7]
- November 2019: Die Tage der Commune[3]
- Dezember: 2019: Am Wasser (Jan)[3]
- August 2020: Der ideale Mann (Lord Goring)[7]
- Dezember 2020: KEIN Warten auf! (3. Folge des Podcasts Warten auf...[1])
- März 2021: Bär im Universum (Huhn Polly, eine „lustige Figur mit guter Frisur“)[12]
- April: 2021: Viel Lärm um Nichts (Benedikt)[3]
- Oktober 2021: Angeknipst (mann)[3]
- März 2022: Unser Lehrer ist ein Troll (Bakterium)[13]

### Film und Fernsehen
- 2014: Ausgelöscht – Ascension Day[14]
- 2014: Helica[15]
- 2015: Der Glücklichste Tag[16]
- 2016: Mitfahrer (Tom)[16]
- 2019: Baltic Crimes[16]
- The Day Jesus Flew to Heaven[16]
- 2023: WaPo Bodensee – Das Versprechen

### Hörspiele (Auswahl)
- 2019: Holly-Jane Rahlens: Stella Menzel und der goldene Faden – Regie: Leonhard Koppelmann (Hörspielbearbeitung, Kinderhörspiel – RBB/NDR)[17]